# بلدية روغايا
بلدية روغايا هي بلدية في لاتفيا، بلغ عدد سكانها 2٬212  نسمة، في 2017، عاصمتها Rugāji ‏، تبلغ مساحتها 512 كيلومتر مربع.

## التقسيمات الإدارية
- Lazdukalns Parish [الإنجليزية]‏.